# Йонас Шімкус
Йо́нас Ші́мкус (лит. Jonas Šimkus; *17 серпня 1906, Рига, Російська імперія, нині Латвія — 18 жовтня 1965, Вільнюс, Литовська РСР, СРСР, нині Литва) — литовський письменник, журналіст, перекладач, редактор; політичний і громадський діяч.

## Життєпис
У 1925 році закінчив Палангську прогімназію, 1927 року переїхав до Каунаса, навчався у гімназії.
1930-31 роки — один з організаторів і співавторів літературного часопису Trečias frontas («Третій фронт»).
У 1933-1940 роках працював у редакції газети Lietuvos žinios («Вісті Литви»), співпрацював у газеті Sekmadienis. У 1940-41 роках редагував газети Lituvos aidas, а також Darbo Lietuva і Tarybų Lietuva («Радянська Литва»).
Від початку Другої світової війни жив у Пензі (РСФСР, СРСР). Тоді ж вступив у КПРС (1942). Працював на ідеологічному фронті — у редакції литовськомовних передач Московського радіо. У 1942 році редагував газету Tiesa, у 1943-45 роках — «Радянська Литва» та додатки до неї Literatūra ir menas («Література і мистецтво» (1942—1944), Pionierius 1943—1944). У 1946-49 роках був заступником редактора газети Tiesa та головним редактором тижневика «Література і мистецтво».
У 1946 році брав участь у процесі над військовими злочинцями в Нюрнберзі, написав нариси з цього процесу.
У 1948-54 роки Йонас Шімкус — Голова Спілки письменників Литви.
У 1954-57 роках — головний редактор журналу Pergalė.
Починаючи від 1956 року Йонас Шімкус — заслужений діяч культури ЛитРСР.
У 1949-1952 — член ЦК Компартії ЛитРСР; у 1947-59 депутатствував у Верховній раді ЛитРСР.

## Творчість
Від 1925 року Йонас Шімкус почав публікувати вірші. Видав збірки поезій та оповідань, писав критичні статті, рецензії, фейлетони, спогади про Пятраса Цвірку та Людаса Гіру, перекладав твори іноземних письменників.
Для поезії Йонаса Шімкуса характерний невиразний ліризм, прозаїчність, гучна риторика, міський пейзаж. У прозі помітні тенденції соціального протистояння, прояви натуралізму та експресіонізму. Як керівник літературного життя, який здійснював ідеологічний нагляд за публікованими творами після 2-ї Світової війни, він мав великий вплив на радянізацію литовської літератури.
Бібліографія
- Užu durų, вірші, 1927
- Pasakos iš cemento, 1929[5]
- Kova dėl Dievo, оповідання, 1937
- Apsakymai, 1953
- Ryt bus gražu, оповідання, 1962
- Apie literatūrą, збірник критичних статей, рецензій, 1956
- Raštai, Т. 1-5, 1968-71

Українською в перекладі Дмитра Чередниченка оповідання письменника «Мій друг Яніс» ввійшло до антології «Литовське радянське оповідання» (К.: «Дніпро», 1981. — С. 49-59; серія «Радянські оповідання»).